# Pohorská Ves
Pohorská Ves település Csehországban, a Český Krumlov-i járásban. Pohorská Ves Horní Stropnice, Benešov nad Černou, Dolní Dvořiště, Malonty, Sankt Martin, Sandl, Windhaag bei Freistadt és Bad Großpertholz településekkel határos. Lakosainak száma 245 fő (2024. január 1.).

## Népesség
A település lakosságának változását az alábbi diagram mutatja:
| Lakosok száma | 2879 | 2772 | 2412 | 431  | 294  | 323  | 264  | 237  | 247  | 245  |
|               | 1869 | 1890 | 1921 | 1950 | 1980 | 2001 | 2017 | 2019 | 2022 | 2024 |